# Lokomotiva 123
Lokomotiva řady 123 je elektrická lokomotiva určená pro nákladní dopravu. Vyráběla ji v roce 1971 plzeňská firma Škoda (typové označení Škoda 57E) pro Československé státní dráhy. Patří mezi československé lokomotivy tzv. I. generace.

## Konstrukce

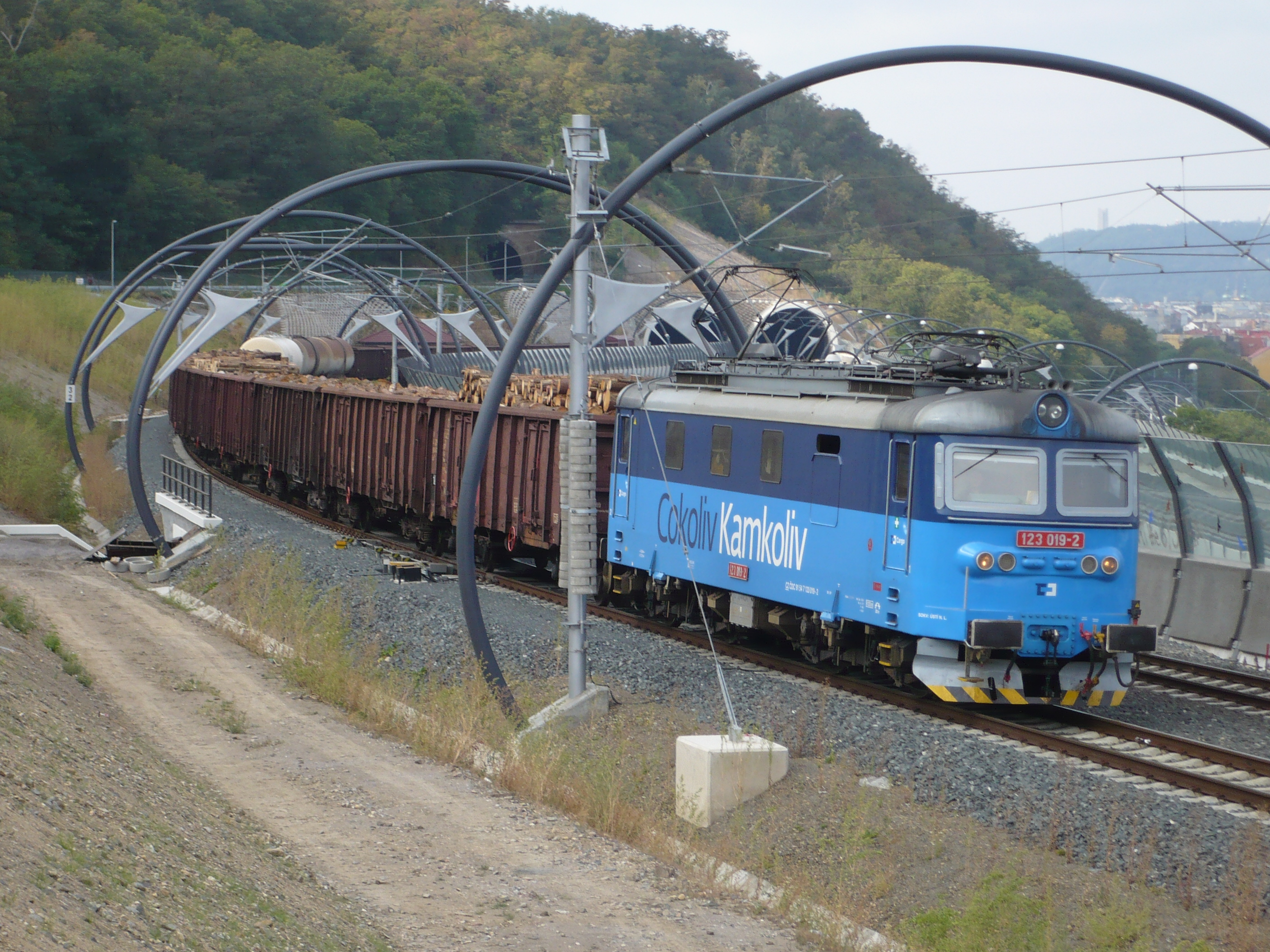
Stroj 123.019 na Novém spojení v Praze.

Stroje řady 123 jsou do značné míry shodné s předchozí řadou 122, proto je také výrobce označil jako druhou sérii svého výrobního typu 57E. Na rozdíl od řady 122 byl do nich instalován blok křemíkových diod pro ochranu trakčních motorů při případném zkratu. Viditelnými rozdíly bylo vypuštění vystouplé ozdobné obvodové lišty mezi rámem a okny lokomotivní skříně a o jedno chybějící větrací okénko na boku méně. Na některých lokomotivách je ale tato lišta nalakována. U řady 123 je použita ocelová skříň se dvěma koncovými stanovišti strojvedoucího, do nichž je vstup z venku z obou stran. Mezi stanovišti se nachází strojovna se čtyřmi bočními okny na každé straně. Pohon zajišťují čtyři trakční motory, pro každou nápravu jeden.

## Provoz
Po dodání k ČSD byly nasazeny v okolí Prahy na nově elektrizovaných tratích, kde sloužily v osobní i nákladní dopravě. Zkoušeny tak byly například v příměstské dopravě na trati do Benešova či Nymburka. Později se však kvůli převodu na nižší maximální rychlost staly jejich doménou výhradně nákladní vlaky. Po rozdělení ČSD zůstaly všechny lokomotivy této řady v Česku u dopravce České dráhy. Celá řada byla v roce 1996 předána do Ústí nad Labem, kde jsou v rámci firmy ČD Cargo pod zdejším SOKV provozovány dodnes. Spolu se starší sesterskou řadou 122 vozí vlaky napříč celým Českem, dopravují např. vlaky s uhlím pro elektrárny Opatovice a Chvaletice, různé směsné nákladní vlaky mezi velkými železničními uzly a jsou taktéž k vidění v čele nákladních expresů s kontejnery či automobily. I přes svou celkovou zastaralost jsou tyto lokomotivy dodnes nepostradatelné a procházejí i hlavními periodickými opravami včetně opatřování novým korporátním lakem.
Lokomotiva označená podle původního schématu značení E 469.3030 byla určena pro železniční zkušební okruh u Velimi, po roce 1988 však byla přeznačena na řadu 124.